# Zsírszövet

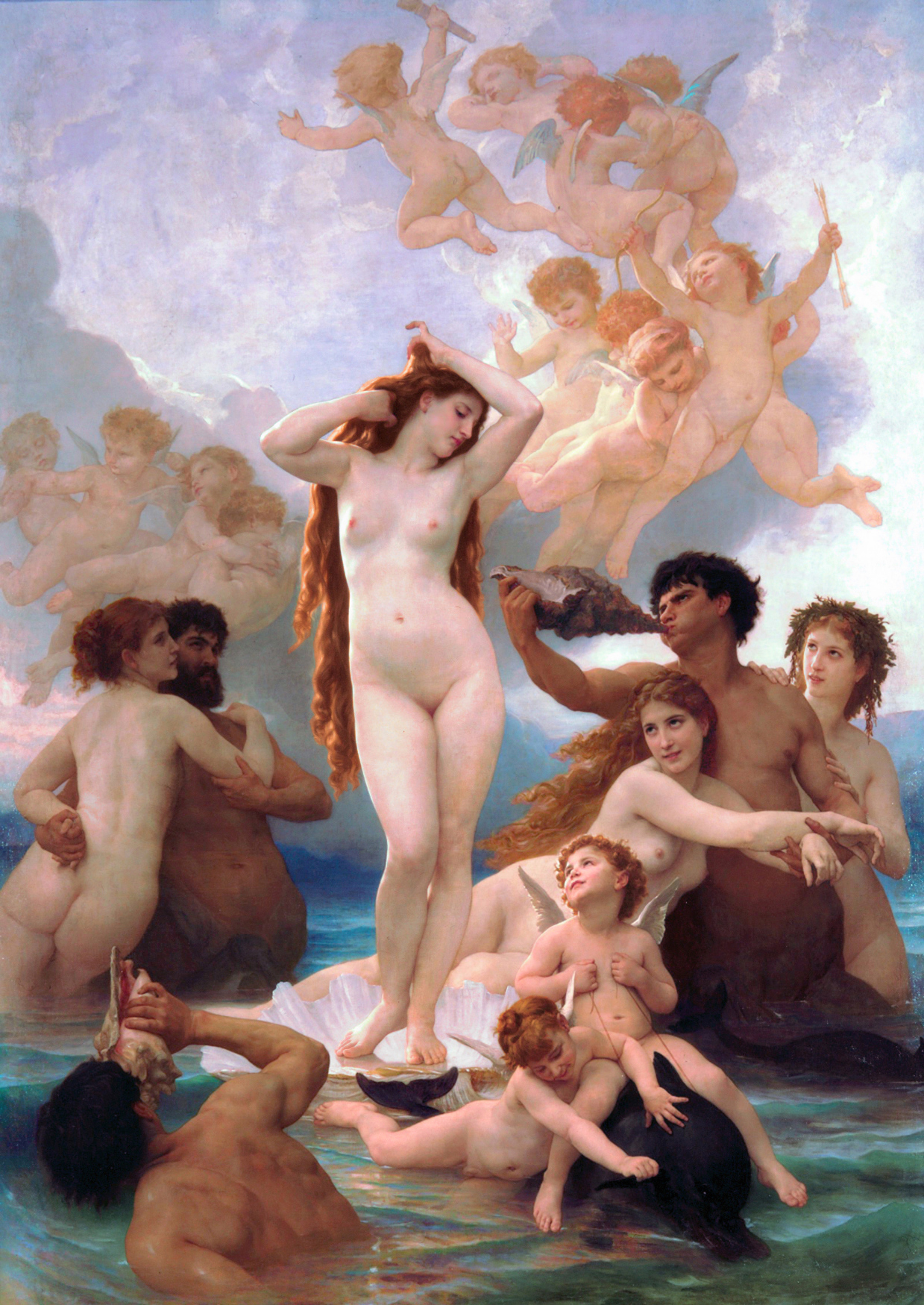
William Bouguereau: Venus születése. A zsírszövet jellegzetes megoszlása (vállak, emlők, fenéktájék és combok) adja a női test szépségét.

A zsírszövet (angolul adipose tissue) legnagyobbrészt zsírsejtekből felépülő állati szövet, melynek legfontosabb szerepe az energiaraktározás, a szervezet védelme fizikai hatásokkal (hideggel, mechanikai behatásokkal) szemben, valamint egyes szervek kipárnázása. Két típusa különíthető el: a sárga (más néven fehér) zsírszövet és a barna zsírszövet. Az utóbbi a téli álmot alvó állatokban fordul elő nagyobb mennyiségben, s jelentős hőt termel.

## Fejlődéstan
A zsírsejtek mezenchimális eredetűek. A magzatban először barna zsírszövet alakul ki, majd ennek helyét a terhesség végére átveszi a sárga zsírszövet. Újszülöttekben már csak a lapockák közötti régióban, a vesék valamint a csecsemőmirigy körül található nagy mennyiségű barna zsírszövet, később ezek nagy része eltűnik.

## Anatómia
A sárga zsírszövet a testtömeg jelentős hányadát képezi, a pontos arány az életkor és nem szerint változó: újszülötteknél a testsúly 12%-a, 6 hónapos korban 30%-a, 10 éves korban 18%-a, felnőtt férfiaknál 15–18%-a, nőknél pedig 20–25%-a. A bőr alatti zsírszövet férfiaknál elsősorban az elülső hasfalon, nőknél a vállon, az emlőkön, a fenéktájékon és a combokon halmozódik fel. A testüregekben jelentős mennyiségű zsírszövet található a gátorban (mediastinum), a csepleszekben (omentum), a bélfodorban (mesenterium) és a vesék körül (retroperitoneum).
Barna zsírszövetlebenykék felnőtt emberben csak kevés helyen fordulnak elő: a gátorban a légcső és a nyelőcső körül, valamint a retroperitoneumban a vesék és a mellékvesék körül.

## Szövettan

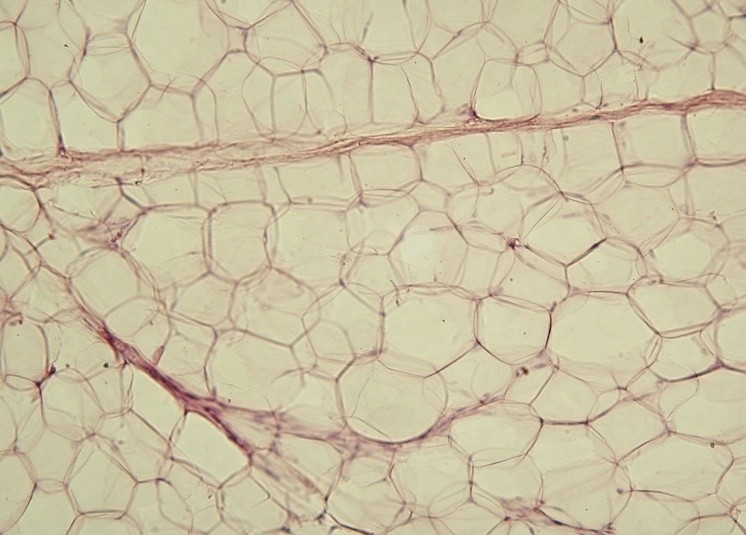
Sárga zsírszövet mikroszkópos képe

A zsírszövetet a kötőszövetek csoportjába soroljuk. A sárga és barna zsírszövet szövettanilag is különböznek egymástól.

### Sárga zsírszövet
A sárga zsírszövet zsírsejtjei (latinul adipocyta vagy steatocyta) kb. 50–100 µm átmérőjű sejtek. Önállóan gömbölyű vagy ovoid alakúak, csoportosan előfordulva viszont inkább sokszögletűek. Szinte teljes térfogatukat egyetlen nagy zsírcsepp tölti ki, mely a sejtalkotókat a sejt széléhez szorítja ki, beleértve a sejtmagot és a keskeny sejtplazmaszegélyt is. Emiatt unilokuláris (unilocularis = egyrekeszű) zsírsejtnek is nevezik. Minden egyes adipocitát alaphártya (lamina basalis) vesz körül, ettől kijjebb fibrocitákat is tartalmazó rácsrosthálózat található, mely a mechanikai károsodástól védi a sejtet. A zsírsejteket kapillárishálózat szövi körül. Az adipociták gyakran csoportokba, lebenyekbe rendeződnek, melyeket kollagén- és elasztikus rostokban gazdag kötőszövetes sövények választanak el egymástól.
A sárga zsírsejtek nem csak unilokulárisak, hanem multilokulárisak (mulilocularis = többrekeszű) is lehetnek, fejlődésük korai szakaszában (szteatoblaszt, steatoblast) vagy éppen hosszú éhezés során. Ezek a sejtek habosnak tűnnek a sejtplazmával elválasztott több különálló zsírcsepp következtében, és a sejtmag sincs a szélre nyomódva.

### Barna zsírszövet
A barna zsírsejt a sárga zsírsejtnél kisebb méretű, szögletes sejt; benne több kis zsírcsepp látható, s a sejtmag középen vagy a szélen helyezkedik el, tehát multilokuláris (multilocularis = többrekeszű) zsírsejt. A barna adipocitákban nagy számú mitokondrium, nagy mennyiségű glikogén és barna színű lipokróm található. A barna zsírszövet vérellátása a sárga zsírszöveténél jóval gazdagabb, és szimpatikus beidegzése is jelentős. A barna zsírsejtek kötőszövettel határolt lebenykékbe (lobulusokba) rendeződnek, melyen belül már elenyésző a kötőszövet mennyisége.

### Zsírfestés
A hagyományos szövettani preparálás (formalinos fixálás) során a zsírcseppek kioldódnak a zsírsejtekből. Fagyasztott anyagban viszont megmarad, és zsírfestéssel láthatóvá tehető. Ilyen festékek például a szudánvörös, a szudánfekete, a skarlátvörös és az olajvörös (Ov). A zsírfestés fizikai, neutrális, hidrofób festés, színezés. Fizikai, mivel nem játszódik le kémiai reakció a festődés során, hanem a színezék lipidekben történő oldódásáról van szó. A festődés mértékét a festék megoszlási hányadosa határozza meg a lipid és a környező vizes közeg között. A neutrális (tehát nem savas vagy bázisos) illetve hidrofób jelzők is éppen arra utalnak, hogy a lipid–víz megoszlási hányados magas, tehát a színezék nagyobb koncentrációt ér el a lipidben, mint a vízben. A telítetlen zsírsavakat tartalmazó, folyékonyabb lipidek intenzívebben festődnek, mint a szilárdabbak.

## Funkciói

### Mechanikai funkció
A bőr alatti zsírszövet a test mechanikai védelmében vesz részt.
A tenyér és a talp bőre alatt a zsírszövet a felszínre merőleges rekeszekben helyezkedik el, s a rekeszeket erős kollagénkötegek választják el egymástól. E zsírszövet rögzíti, és feszesen tartja a bőrt, s ezzel biztosítja a tárgyak biztos megragadását illetve a talajon való támaszkodást.
A szemüregi zsírtest (corpus adiposum orbitae) úgy képes rögzíteni a szemgolyót, hogy közben nem korlátozza annak mozgását. A pofában található Bichat-féle zsírtest (corpus adiposum buccae) kitámasztja a pofát, amikor a szájüregben negatív nyomást hozunk létre, s így lehetővé teszi pl. a szopást.
A vese zsíros tokja (capsula adiposa renis) a vesét rögzíti. A szív körüli zsírszövet a szív alakját lekerekíti, ezáltal megkönnyítve annak mozgását.

### Energiaraktározás

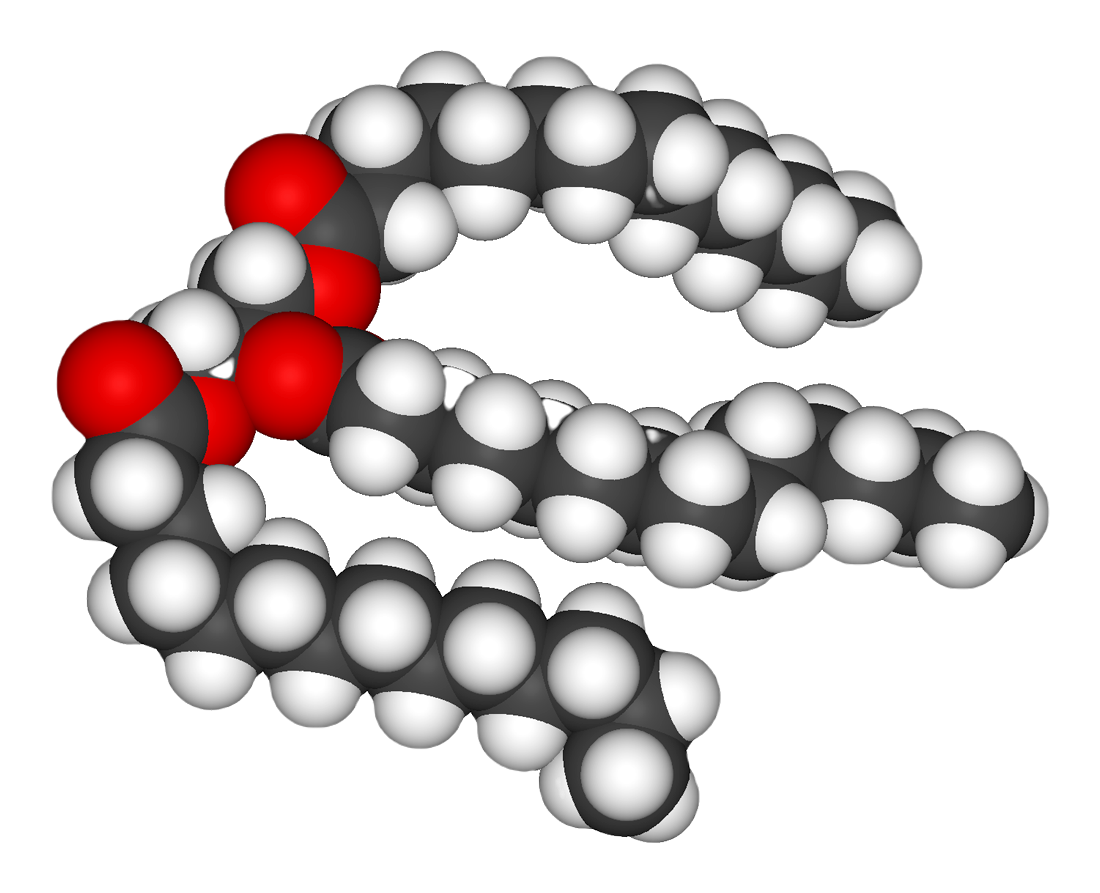
Triglicerid molekula

Egy triglicerid szerkezeti képlete

A zsírsejtekben tárolt zsírok trigliceridek, amik egy glicerin-3-foszfát és három zsírsav molekulából képződnek a zsírszövetben. Bőséges, szénhidrátdús táplálkozást követően a hasnyálmirigy inzulintermelése fokozódik, melynek hatására a zsírsejt felszínére kerül egy glükóztranszporter (GLUT-4), aminek segítségével a sejt jelentős mennyiségű glükózt vesz fel a vérplazmából. Ebből képződik a glicerin-3-foszfát és a zsírsavak egy része. További zsírsavakat szállítanak a zsírszövetbe egyes lipoproteinek: a kilomikron a vékonybélből felszívódott zsírsavakat, a VLDL pedig a májban felgyülemlett és termelt zsírsavakat. Mivel e lipoproteinek a zsírsavakat trigliceridek formájában tárolják, amiket a zsírsejt nem tud felvenni, ezért a zsírszövetet ellátó kapillárisok falában található lipoprotein-lipáz enzim előbb zsírsavakra és glicerinre bontja a triglicerideket. Eztán a zsírsavak felszívódhatnak. Az enzim működését az inzulin serkenti.
Étkezések közötti időszakban, éhezés során illetve tartós fizikai vagy pszichés terhelést követően a zsírszövetben megindul a trigliceridek lebontása, a lipolízis. A szimpatikus idegvégződésekből felszabaduló noradrenalin, a mellékvesevelőből felszabaduló adrenalin és a hasnyálmirigyből kiválasztódó glukagon hatására a zsírsejtekben aktiválódik a hormonszenzitív lipáz enzim, ami megkezdi a trigliceridek hidrolízisét. A lebontásban ezután más lipázok is részt vesznek. A folyamat végeredményeként egy triglicerid molekulából három zsírsav és egy glicerin molekula képződik, melyek kidiffundálnak a sejtből a vérkeringésbe. A szabad zsírsavak albuminhoz kötődve szállítódnak különböző szervekhez (pl. a szívhez és a harántcsíkolt izmokhoz), és biztosítják azok energiaellátását. A májban a zsírsavakból ketontestek képződnek, melyek főként az agyat (de a szívet és az izmokat is) ellátják energiával. A glicerint a máj elsősorban glükóztermelésre (glukoneogenezisre) használja fel; ezt azután bármely sejt képes hasznosítani.
Táplálkozás nélkül egy egészséges felnőtt ember több hétig életben maradhat; s ez a szervezet zsírraktárainak köszönhető.
A zsírszövet az energiaraktározáson kívül a zsírban oldódó E-vitamin (alfa-tokoferol) tárolásában is elsődleges szerepet játszik.

### Endokrin funkció

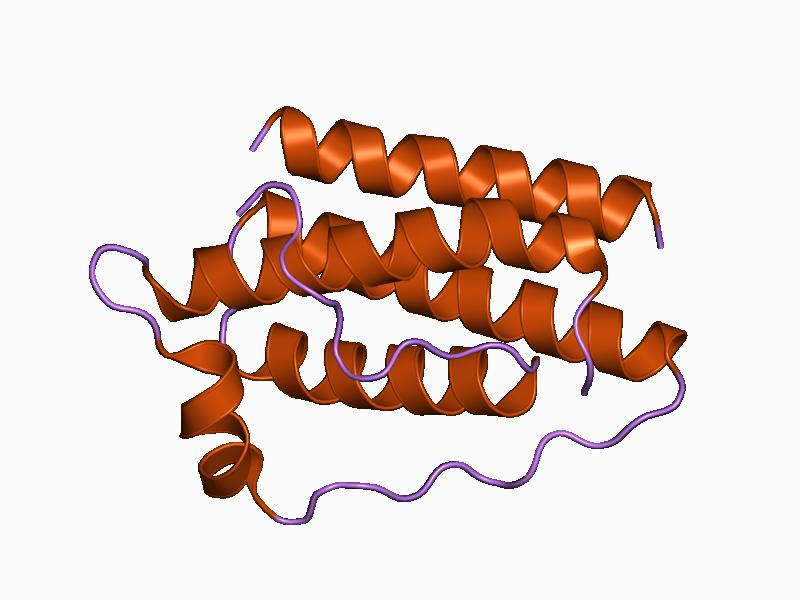
A leptin szerkezete

A zsírraktárak teltségéről a leptin nevű polipeptid szerkezetű hormon tájékoztatja a központi idegrendszert. A leptint a zsírszövet termeli, s a hipotalamuszra hat. A vérplazma magas leptinszintje jóllakottságérzést vált ki, csökken a táplálékfelvétel, de fokozódik az energiafelhasználás, az anyagcsere. Ha csökkennek a zsírraktárak, a leptinszint is lecsökken; fokozódik az éhség, és csökken az energiafelhasználás.
Az elhízásban szerepe lehet a leptinrezisztenciának: a hipotalamusz nem érzékeli a megemelkedett leptinszintet, s az éhség akkor is megmarad, ha a zsírraktárak megteltek.

### Hőtermelés
A barna zsírszövet jelentős mértékű hőtermelésre képes. A barna zsírsejtek mitokondriumaiban ilyenkor egy szétkapcsoló fehérje, termogenin termelődik, amely egy protoncsatorna. Működésének hatására a protonok visszaáramlanak a mitokondrium mátrixába, az oxidatív foszforiláció és a terminális oxidáció szétkapcsolódik, az ATP-termelés elmarad, viszont nagy mennyiségű hő termelődik.

## Farmakológiai jelentőség
A zsíroldékony, nagy lipid–víz megoszlási hányadossal rendelkező molekulák felhalmozódnak a zsírszövetben. Ez egyes gyógyszerek esetében kedvező, mert a beadott szer folyamatosan ürül a zsírszövetből a vérplazmába, hosszú időn át hatékony dózist biztosítva. A felhalmozódás viszont előnytelen pl. az altatószerek esetében, mert az elalváshoz nagyobb mennyiségű gyógyszerre van szükség, s a beteg később és lassabban ébred fel az altatásból. Egyes zsíroldékony mérgek (pl. a DDT) éhezés során nagy mennyiségben szabadulnak fel a zsírszövetből, s elárasztják a szervezetet.

## Betegségek
A zsírszövetet is érintő betegségek közül világszerte a táplálkozási zavarok (elhízás, alultápláltság) a leggyakoribbak. A zsírszövet jóindulatú daganata, a lipóma ugyancsak gyakori, de többnyire ártalmatlan elváltozás. A rosszindulatú liposzarkóma szerencsére ritka betegség. Zsírszövet és erek együttes sérülésekor zsírembólia alakulhat ki, mely súlyos szövődményekhez vezethet.

### Táplálkozási zavarok
A világszerte társadalmi problémát jelentő táplálkozási zavarokban a zsírszövet mennyisége is kóros irányba változik. Elhízásban a zsírszövet mennyisége túlzottan felszaporodik, míg alultápláltságban lecsökken.

#### Elhízás

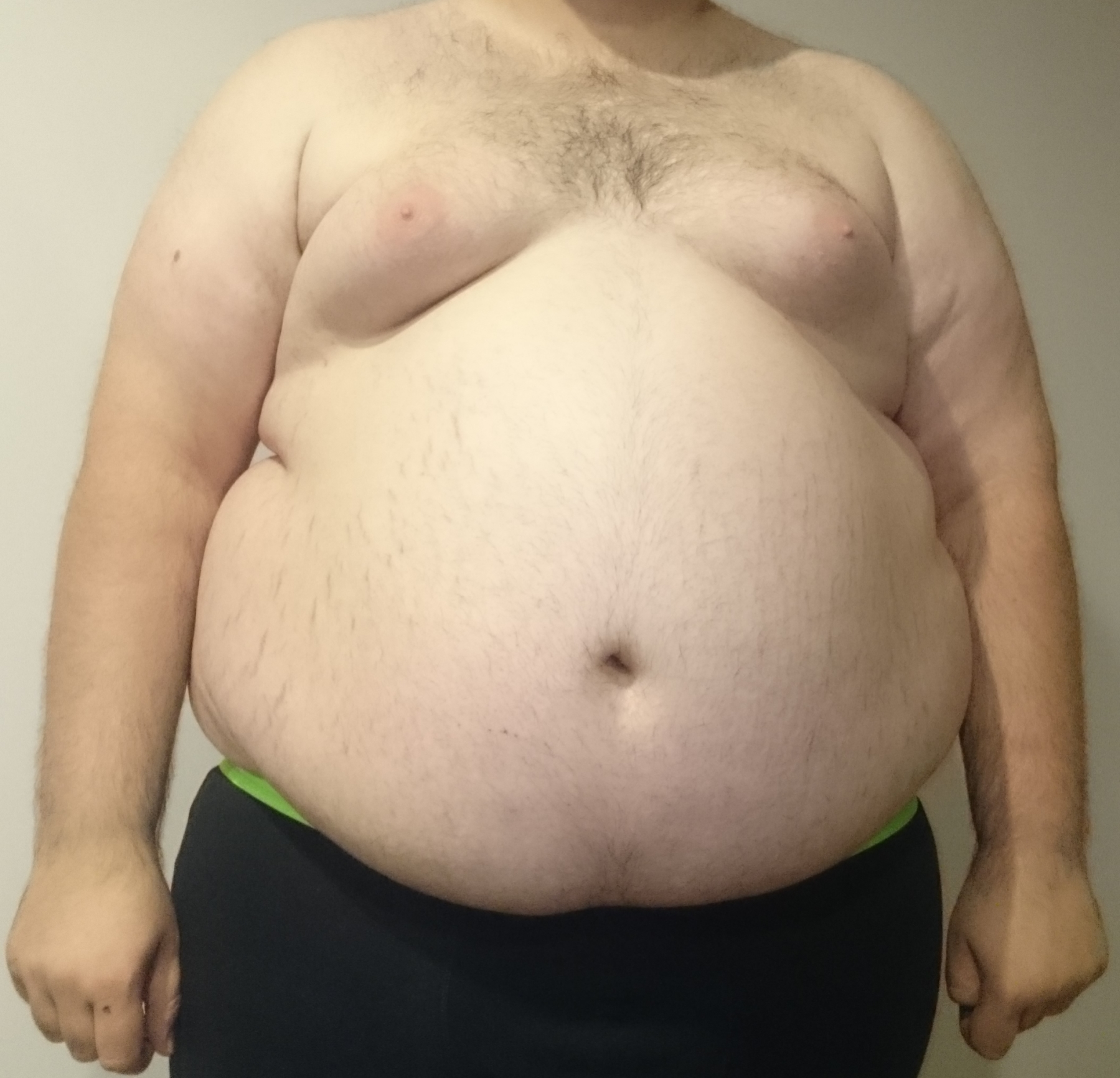
Elhízott férfi törzse

Az elhízás (obesitas, adipositas) az iparilag fejlett társadalmakban gyakori, jelentős közegészségügyi problémát okozó betegség. A zsírszövet mennyiségének kóros felszaporodását jelenti, mely a túlzott energiabevitel következménye. Gyermekkori elhízásban a zsírsejtek száma és mérete is gyarapodik, míg felnőtteknél csupán a sejtek mérete nő meg. Az obezitás oka legtöbbször multifaktoriális: életmódbeli, pszichés és genetikai tényezők együttese (primer elhízás) okozza. Ritkábban hormonális eredetű [Cushing-szindróma – magas kortizolszint; inzulinóma – magas inzulinszint; pajzsmirigyhormonhiány (hypothyreosis); növekedési hormon-hiány; nőknél policisztás ovárium szindróma; férfiaknál tesztoszteronhiány], vagy genetikai betegségre visszavezethető (Prader-Willi-szindróma és egyéb genetikai szindrómák, hormon- és receptormutációk) esetleg hipotalamusz-károsodás (daganat, fertőzés, besugárzás, műtét) okozza (szekunder elhízás).
A kialakult elhízás két jellegzetes formában jelentkezhet: a „körte” típusú (ginoid = nőies, perifériás, disztális = alsó testféli, gluteofemorális, szubkután típusú) elhízás a csípőre, a farra és a combokra terjed, míg az „alma” típusú (android = férfias, centrális, viszcerális, abdominális, proximális = felső testféli, Falstaff-típusú) elhízás a hasra lokalizálódik, s ekkor a derék–csípő hányados megnövekszik. Szövődmények szempontjából az utóbbi típus veszélyesebb.
Az elhízás növeli az alábbi betegségek kialakulásának kockázatát:
- alvási apnoe szindróma: alvás során kialakuló légzésszünetek
- érelmeszesedés, amely szívinfarktushoz vagy szélütéshez vezethet
- magas vérnyomás, beleértve a praeeclampsiát (terhességi magas vérnyomás)
- meglévő szívelégtelenség súlyosbodása
- 2-es típusú cukorbetegség
- dyslipidaemia: a vér magas triglicerid- és LDL-koleszterinszintje valamint alacsony HDL-koleszterinszintje
- epekövesség
- zsírmáj
- trombózis
- alsó végtagi visszértágulat
- artrózis: ízületek degeneratív elváltozása (főleg a gerinc, a csípő és a térd érintett)
- bőrelváltozások (pl. striák, a hajlatokban intertrigók)
- nemihormon-szint-eltérések (férfiakban női, nőkben férfi nemi hormonok túlsúlya)
- pszichés zavarok: depresszió, szociális problémák
- vastagbélrák, méhtestrák, emlőrák, prosztatarák

A metabolikus szindróma (X-szindróma) a centrális (alma típusú) elhízás, az inzulinrezisztencia vagy magas inzulinszint (hyperinsulinaemia), a glükózintolerancia, a magas vérnyomás és a dyslipidaemia társulása, mely 2-es típusú cukorbetegséghez vezet, s jelentősen növeli a szív- és érrendszeri betegségek előfordulásának gyakoriságát és az ezek következtében fellépő halált.

#### Alultápláltság

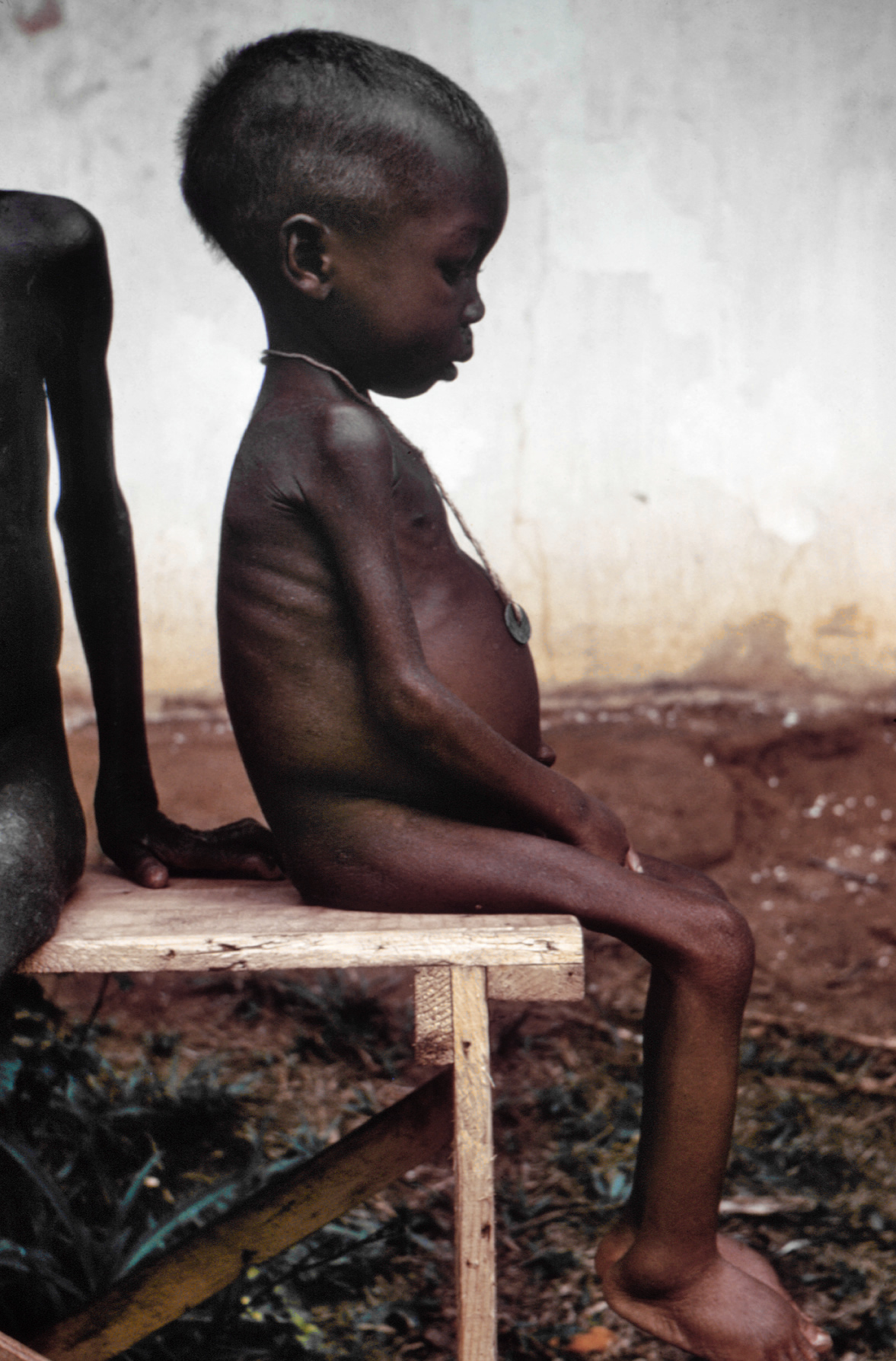
Kwashiorkoros gyermek

Alultápláltságban a zsírszövet mennyisége, a zsírsejtek mérete csökken.
Az elsődleges alultápláltság (primer protein–energia malnutríció) elsősorban Afrika, Ázsia és Dél-Amerika egyes országaiban jelent közegészségügyi problémát. Nem csak a zsírbevitel elégtelen, hanem a szénhidrát-, fehérje-, és vitaminbevitel is. Főként a csecsemőket és kisgyermekeket érinti, körükben nagymértékű halálozást eredményezve. Két fő típusa a marazmus (marasmus) és a kwashiorkor, melyek együttesen is felléphetnek. Mindkettőre jellemző az alacsony testtömeg és testhossz (akár táplálkozási eredetű törpeségig súlyosbodva), a kóros soványság, a száraz, töredezett, fakó, spontán hulló haj, az apátia (érzelmi közöny, csökkent érdeklődés), a vérszegénység (anaemia) miatti sápadtság és az alacsony vérfehérjeszint (hypoproteinaemia, hypoalbuminaemia). Táplálkozási marazmusban az energiahiány dominál; gyengeség, alacsony vércukorszint (hypoglykaemia) is jellemzi. A halált csecsemőknél légzésbénulás, kisgyermekeknél pedig a gyakorta fellépő fertőzések okozhatják. Kwashiorkorban a fehérjehiány okoz tüneteket: vizenyők (oedema), hasvízkór (ascites, pókhas), bőrpír (erythema), étvágytalanság, zsírmáj.
A felnőttkori, szekunder marazmus, a cachexia elsősorban rosszindulatú daganatok súlyos velejárója, de más krónikus betegségek is okozhatják [pl. emésztőrendszert érintő betegségek, veseelégtelenség, szívelégtelenség, májzsugor (cirrhosis), gümőkór. Testsúlyvesztést okozhatnak egyes endokrin betegségek [a hyperthyreosis (magas pajzsmirigyhormon-szint), a kezeletlen 1-es típusú cukorbetegség, a mellékvesekéreg-elégtelenség, a  phaeochromocytoma (katekolamin hormont termelő daganat)] valamint pszichés betegségek [pl. demencia (elbutulás), depresszió, alkoholizmus és más szenvedélybetegségek].
Az anorexia nervosa pszichoszomatikus betegség, mely pubertás után alakulhat ki, szinte minden esetben leányoknál. A beteg elhízástól való félelme miatt elutasítja a táplálékot, még a kóros soványság stádiumában is. Gyakran gyógyszerekkel és különféle kúrákkal fokozza a testsúlyvesztést, amenorrhoeás (a menstruáció elmarad), betegségét tagadja.
Hasonló betegség a bulimia nervosa, ekkor azonban néhány naponta habzsolási rohamok is jellemzőek, melyeket sokszor önhánytatás követ. A bulimiás betegek rendszerint nem alultápláltak.
Az atléta-szindrómában szenvedők a sportteljesítményük fokozása érdekében tartanak szigorú diétát, amely szintén kórosan alacsony testtömeghez vezethet.
Idős korban általános az étvágy csökkenése, mely ugyancsak alultápláltsághoz vezethet.

### Daganatok

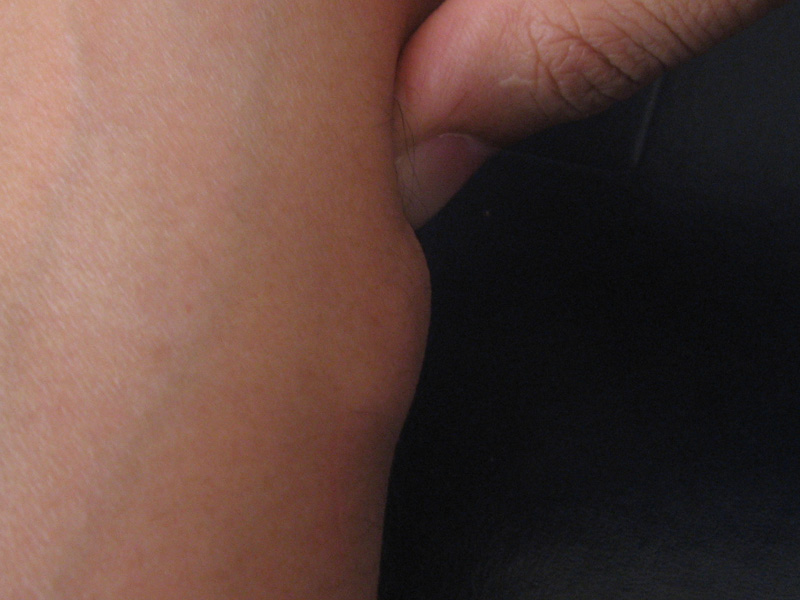
Lipóma az alkaron

A zsírszövet jóindulatú daganata, a lipóma (zsírdaganat) gyakori elváltozás. Leggyakrabban bőr alatti csomó formájában észlelhető, mely ártalmatlan jelenség, legfeljebb esztétikai problémát okoz. Néha azonban a vázizmokban és az ízületekben is előfordulhat, károsítva azok szerkezetét és működését.
A rosszindulatú liposzarkóma ritka betegség, egyes formái áttéteket adhatnak.

### Zsírembólia
A zsírszövet és erek együttes sérülésekor nagy mennyiségű zsír kerülhet a vérkeringésbe, és zsírembólia alakulhat ki. Ez a tüdőkapillárisokat eltömeszelve fulladásos halálhoz vezethet, de az agyban is súlyos károsodást okozhat. Leggyakrabban csonttörés következtében alakul ki; ebben az esetben a zsír a sárga csontvelőből származik.

## A test zsírtartalmának vizsgálata
A test zsírtartalmának meghatározására elsősorban az elhízás mértékének megállapításakor van szükség. Elterjedt módszer a testtömegindex (BMI) kiszámítása, mely a testtömeg (kg) és a testmagasság négyzetének (m²) hányadosa. Hasonló módszer a relatív testtömeg meghatározása, melynél a populációban az azonos testmagasságúak „ideális” testtömegéhez viszonyítanak. A Broca-index szerint az ideális testtömeg (kg) = testmagasság (cm) – 100 cm. Ez a becslés módosítható a számított érték 10%-kal vagy 5–15 kg-mal való csökkentésével.
A bőrredővastagság mértéke összefügg a bőralatti zsírszövet mennyiségével. A lapocka alatti, a háromfejű karizom feletti, a kétfejű karizom feletti vagy a csípőlapát feletti bőr összecsípését követően mérhető.
Az abdominális („alma” típusú) elhízás a derék–csípő hányados (WHR) megállapításával vagy egyszerűbben a haskörfogat (derékbőség) mérésével vizsgálható.